# Twarz anioła (film 1970)
Twarz anioła – polski czarno-biały film wojenny i psychologiczny z 1970 roku w reżyserii Zbigniewa Chmielewskiego. Pierwszy film przedstawiający funkcjonowanie niemieckiego nazistowskiego obozu dla polskich dzieci w Łodzi.

## Produkcja
Inspiracją do stworzenia scenariusza filmu dla Stanisława Lotha był książka Wiesława Jażdżyńskiego Reportaż z pustego pola. Zaprosił on do współpracy ocalałego z obozu Tadeusza Raźniewskiego, który wraz z kręceniem filmu, spisywał swoje wspomnienia z obozu, wydane w 1971 przez Wydawnictwo Łódzkie, pt. Chcę żyć. Produkcji filmu podjął się Zespół Filmowy „Nike”, który dopracował scenariusz Lotha, zaprosił do współpracy więźnia obozu – Józefa Witkowskiego, a do napisania dialogów, poetę Stanisława Grochowiaka.
Zdjęcia rozpoczęto na początku lata 1970 w hali Wytwórnia Filmów Fabularnych przy ul. Łąkowej w Łodzi. Do roli statystów zaproszono dzieci z łódzkich szkół, ponadto plan odwiedził ambasador Stanów Zjednoczonych w Polsce Walter John Stoessel
Premiera filmu odbyła się w Łodzi, 20 stycznia 1971, była ona pierwszym filmem oraz drugim, powojennym wytworem kultury, poświęconym obozowi dla dzieci przy ul. Przemysłowej, po Reportażu z pustego pola (1965) Wiesława Jażdżyńskiego, uprzedzając wydane w 1971 wspomnienia Raźniewskiego i odsłonięcie Pomnika Martyrologii Dzieci autorstwa Jadwigi Janus.

## Fabuła
Fabuła przedstawia losy dzieci osadzonych podczas II wojny światowej w niemieckim nazistowski obóz dla polskich dzieci przy ul. Przemysłowej w Łodzi. Historia przedstawiona jest z perspektywy jedenastoletniego Tadka (Marek Dudek), chłopca o aryjskich rysach twarzy, dostrzeżonego przez niemieckiego wachmana Augustina (Jiří Vršťala), który planuje go przygarnąć, zabrać do III Rzeszy i udomowić we własnej rodzinie. Niemiec zleca badania medyczne chłopca i próbując ustalić jego rasowe pochodzenie. Chłopiec nie daje się zmanipulować i przekupić Niemcowi. W wyniku wyzwolenia obozu Augustin próbuje uciec z niego w cywilnym ubraniu, tracąc życie podczas ucieczki. Film ponadto przedstawia realia życia w obozie – prycze, brudne rekwizyty, obdarte ubrania, konflikty osadzonych dzieci.

## Obsada
- Jiří Vršťala – Augustin
- Marek Dudek(inne języki) – Tadek Raniecki
- Zygmunt Malawski – strażnik w warsztacie
- Wojciech Pszoniak – ojciec Tadka
- Alicja Zommer – strażniczka rzucająca okruchy chleba
- Saturnin Żórawski – komendant obozu
- Andrzej Boczula – chłopiec, więzień obozu
- Bogdan Izdebski – chłopiec, więzień obozu
- Jan Sosnowski – chłopiec, więzień obozu
- Piotr Augustyniak – oficer niemiecki, „wychowawca” w obozie
- Jerzy Balbuza
- Wanda Chwiałkowska
- Stanisław Gronkowski – oficer niemiecki, „wychowawca” w obozie
- Andrzej Jurczak – kolporter bibuły zastrzelony na cmentarzu
- Ludwik Kasendra – lekarz obozowy
- Tadeusz Myszorek(inne języki) – oficer niemiecki, „wychowawca” w obozie
- Eugeniusz Korczarowski – oficer niemiecki, „wychowawca” w obozie
- Jerzy Nejman
- Leon Niemczyk – oficer niemiecki wizytujący obóz
- Tadeusz Teodorczyk – strażnik
- Bohdan Wróblewski – lekarz niemiecki oceniający czystość rasową Tadeusza
- Jan Zdrojewski – strażnik